# Gustavo Villapalos
Gustavo Villapalos Salas (Madrid, 15 de octubre de 1949-Madrid, 14 de junio de 2021) fue un historiador del derecho, catedrático y político español. Fue rector de la Universidad Complutense de Madrid (1987-1995).

## Biografía
Nacido en Madrid el 15 de octubre de 1949, estudió en los jesuitas de Chamartín. Fue catedrático de Historia del Derecho y de las Instituciones en la Facultad de Derecho de la Universidad Complutense de Madrid desde 1976, cuando tenía veintiséis años. Director del mismo departamento en el que ostentó la cátedra desde 1981 hasta 1984, pasó a ser decano de la facultad desde ese mismo año hasta 1987 para posteriormente ser investido rector de la Universidad Complutense, cargo que ejerció entre 1987 y 1995.
Como rector, el 20 de diciembre de 1993 suscribió un convenio con el arzobispo de Madrid Ángel Suquía con el objetivo de mantener oratorios católicos en la universidad y propiciar la creación de nuevas capillas.
Fue nombrado consejero de Educación, Cultura y Deportes de la Comunidad de Madrid desde 1995 hasta 2001 durante el gobierno de Alberto Ruiz-Gallardón (PP). Adscrito a posiciones ultracatólicas y en la órbita de los Legionarios de Cristo, se ha destacado su papel, primero como rector de la UCM, y después como consejero responsable de Educación en el gobierno autonómico, para que dicha congregación se hiciese con la Universidad Francisco de Vitoria, originalmente un centro adscrito la UCM creado en 1993.

## Obra
- G. Villapalos y J. Iturmendi Morales, Apuntes para una historiografía de Aparisi y Guijarro, Sevilla, 1973.
- G. Villapalos, Los recursos contra los actos de gobierno en la Baja Edad Media, Ed. U. Complutense, Madrid, 1974.[7]
- A. García Gallo y G. Villapalos, Las expositiones nominum legalium y los vocabularios jurídicos medievales, Madrid, 1974.
- G. Villapalos, Los recursos en materia administrativa en Indias en los siglos XVI y XVII. Notas para su estudio. Ed. INEJ, Madrid, 1976.
- G. Villapalos, El concepto de norma fundamental, Real Academia de Doctores, Madrid, 1993.
- G. Villapalos, Justicia y Monarquía (un punto de vista sobre su evolución en el reinado de los Reyes Católicos). Discurso de ingreso en la Real Academia de Jurisprudencia y Legislación. Madrid, 1997.[8]
- G. Villapalos y L. López Quintás, El libro de los valores, Ed. Planeta, Barcelona 1998.
- G. Villapalos, Fernando V de Castilla, los Estados del Rey Católico, (1474-1516). Ed. El Olmedo, Valladolid, 1998.
- G. Villapalos, et alii, El destino de los embriones congelados, Ed. FUE, Madrid, 2003.
- G . Villapalos y E. San Miguel, Momentos decisivos en la Historia de España, Ed. Planeta, 2006.

## Distinciones y reconocimientos
- Doctor honoris causa por la Universidad Francisco de Vitoria[9]
- En 1997 es nombrado académico de número de la Real Academia de Jurisprudencia y Legislación.
- Presidente y académico de número de la Real Academia de Doctores de España en 1993.
- Doctor “Honoris Causa” de las siguientes universidades: Universidad de Lisboa, Universidad París XIII, Universidad de Bratislava, Universidad Carolina de Praga, Universidad San Luis (Misuri), Universidad Nacional Autónoma de México, Universidad Francisco de Vitoria y de la Universidad de La Plata (Argentina).
- Rector honorario de la Universidad Complutense de Madrid.
- Presidente de la Fundación Universitaria Española.
- Académico de Honor de la Real Academia de Cultura Valenciana.